# Арифов, Абдул-Гамид Хакимбаевич
Абдул-Гамид Хакимбаевич Арифов, варианты имени Абдулхамид, Абдулхай (1894—1 августа 1925) — младобухарец, народный назир (министр) по военным делам Бухарской народной советской республики, перешедший на сторону повстанцев во время восстания Энвер-паши в 1921 году.

## Биография
Детство и ранние годы А. Арифова не изучены. В большинстве источников указывается, что он родился в Оренбурге в татарской купеческой семье. Однако, хорошо его знавший  А. Валиди утверждал, что Абдул-Гамид Арифов узбек, родившийся в кишлаке Кашухтуван рядом с Бухарой.
Ходил в русскую школу, но не закончил её.
В 1918 году являлся  секретарём Ахмета-Заки Валиди в то время, когда тот был главой Башкирского правительства в Оренбурге.
В начале 1920 года в составе группы политработников поезда "Красный Восток" командирован в Ташкент. 
В августе 1920 года участвовал в подготовке Бухарской революции, стал членом Всебухарского Ревкома, и до ноября  1920 года состоял членом президиума БухРевкома.
После бухарской революции вступил в Бухарскую КП(б), оставался им до ареста в 1925.
С ноября 1920 по март 1921 — назир по внутренним делам Бухарской НСР.
По словам Я. А. Мелькумова, когда 25 февраля 1921 года повстанческие отряды Абдукагара и Данияра вплотную подошли к Бухаре, "членов правительства <БНСР> занимал вопрос, как ограничить наше вмешательство, изолировать нас от общения с трудящимися. Особенно усердствовал Арифов" (члены правительства Бухарской республики не знали, что Мелькумов владеет узбекским, и свободно обменивались мнениями в его присутствии). 
С марта 1921 года назначен народным назиром по военным делам Бухарской НСР.
О деятельности Арифова на этом посту известно немного. В частности, 1 декабря 1921 года он докладывал по поручению Всебухарского ЦИК от 17.11.1921 проект знаков военного отличия ордене "Бухарское знамя" двух степеней. А. Г. Бармин вспоминал, что Арифов создал из бывших безработных, и часто беспризорных мальчишек танцевальный ансамбль и включил его в штат своего комиссариата. Бармин наблюдал танцы сотрудников бухарского военного ведомства на приёме, который устроили в его честь А. Мухитдинов и А. Арифов:
Оба высокопоставленных чиновника привезли с собой своих любимцев, грациозных подростков в возрасте двенадцати-пятнадцати лет, которые в военной форме выглядели довольно странно. Они стали танцевать для нас, и, надо признать, танцевали замечательно, потому что занимались этим с младенчества.
В начале 1922 года на Всебухарском курултае избран заместителем председателя Совета Народных Назиров, и по совместительству народным назиром по военным делам БНСР.
Агент иностранного отдела ОГПУ Г. С. Агабеков, утверждал, что он знал ещё до избрания Арифова заместителем председателя СНН  Файзуллы Ходжаева, что "сам военный министр Арифов активно помогает басмачам, держит тайную связь с Энвер-пашой и с афганским посланником в Бухаре Мамед-Расул-ханом, через курьеров которого сносится с вождями басмачей". При этом Я. А. Мелькумов утверждал, что само бегство Энвера-паши из Бухары в конце 1922 года было подготовлено Арифовым. По его словам  именно Арифов снабдил Энвера мандатом на случай встречи с советскими частями и позаботился о том, чтобы в кишлаках через каждые десять — пятнадцать километров для него были приготовлены свежие лошади. 
В начале марта 1922 года во время боя под Кермине выехал туда под предлогом руководства боевыми действиями. Во время поездки по Восточной Бухаре совместно с председателем правительства Усманом Ходжаевым  Арифов возглавил бухарские части при нападении на советский гарнизон в Душанбе, в результате чего были взяты в заложники несколько высокопоставленных советских командиров. После этого перешёл на сторону повстанцев Энвера-паши. В армии Энвер-паши  исполнял обязанности начальника штаба.
Выехал в Афганистан, после поражения войск Энвера-паши от Красной Армии и столкновений с Ибрагим-беком Арифов по поручению Энвера-паши вёл переговоры в Кабуле о его возможном отступлении в Афганистан. 
Но позднее вернулся на контролируемую РККА территорию. 17 февраля 1925 года арестован в Ташкенте. 
Этапирован в Москву. 28 июля 1925 года приговорён Коллегией ОГПУ по обвинению в участии в Контр-революционной организации в расстрелу. Казнен 1 августа 1925 года, останки похоронены на территории Яузской больницы. 
Реабилитирован на основании Закона РСФСР от 18 октября 1991 года.

## Комментарии
1. ↑  Происхождение из купеческого сословия и то, что он узбек по национальности, подтверждают и документы следственного дела[2].
2. ↑  Указание на членство в Бухарской компартии в документах следственного дела[2] может объясняться либо опечаткой, пропуском добавки "бывший", либо тем, что при заманивании на советскую территорию его восстановили в компартии.